# پنجمین دوره جوایز بفتا
 پنجمین دوره جوایز بفتا (به انگلیسی: 5st British Academy Film Awards) در سال ۱۹۵۲ به افتخار فیلم ۱۹۵۱ در لندن برگزار شد .

## جوایز و نامزدها
- بهترین فیلم بریتانیا تبهکاران لاوندر هیل
- بهترین فیلم انگلیسی یا خارجی چرخ فلک
- بهترین فیلم مستند  در دره بیور
- جایزه ویژه برای فیلم  Gerald McBoing-Boing
- جایزه سازمان ملل متحد  چهار نفر در یک جیپ